# Châteaucreux (Saint-Étienne)
Châteaucreux est un quartier de l'agglomération de Saint-Étienne. Il est actuellement l'objet de vastes chantiers visant à le transformer à terme en quartier d'affaires  de Saint-Étienne. La surface réservée est de 60 ha dont 250 000 m2 de bureaux et 400 logements locatifs au sud et au nord de la gare de Châteaucreux.
Châteaucreux s’installe depuis quelques années comme le quartier d’affaires de Saint-Étienne. Autour de la gare TGV et du siège social de Casino, de nouveaux programmes immobiliers viennent étoffer et transformer l’offre tertiaire.

## Situation
Le quartier est situé à l’est du centre-ville de Saint Étienne, ouvert sur l'entrée principale de la ville :  la rue de la Montat. Ce quartier accueille notamment la gare de Saint-Étienne-Châteaucreux et le siège mondial du Groupe Casino. Il est délimité à l'est par le quartier de La Montat et celui de Monthieu, abritant une vaste zone commerciale, au sud par la Cité Grüner, à l'ouest par la colline du Crêt de Roc et au nord par le quartier du Soleil.

## L'ambition
Développé autour de la gare TGV et du siège mondial du groupe Casino, Châteaucreux est le quartier d'affaires de l'agglomération. En centre-ville, hyper-connecté, ce pôle tertiaire développe une offre permanente de bureaux neufs et de services, adaptée aux nouvelles attentes des entreprises.
Le quartier Châteaucreux est le premier pôle d'échange du bassin de vie stéphanois. Dans le cadre de la démarche Attractivité "Saint-Étienne Atelier Visionnaire", il est devenu le deuxième pôle tertiaire de l'aire métropolitaine Lyon / Saint-Étienne et de la région Auvergne-Rhône-Alpes, offrant 7 000 emplois et accueillant 2 500 nouveaux habitants.

### Châteaucreux en chiffres
- 9 000 emplois
- 2 500 nouveaux habitants
- 240 000 m2 de bureaux, logements, commerces et services
- 40 000 m2 d'espaces publics nouveaux [5]
- 7 hôtels (un 4 étoiles, trois 3 étoiles, deux 2 étoiles et un sans étoiles) pour 424 chambres.

## Les bâtiments

### Tour Tése du groupe Elithis
Une tour à énergie positive de 60 m, plus haute tour du quartier d'affaires.
Cette nouvelle tour faite de verre, d’acier et de bois aura la particularité de restituer plus d’énergie qu’elle n’en consomme. Une prouesse rendue possible grâce à 1 000 m2 de panneaux photovoltaïques dissimulés dans la façade ou au sommet de la tour.
Cet édifice disposera de 495 m2 de bureaux et de 246 m2 de surface commerciale ainsi que d’un parc de stationnement souterrain. Répartis sur 16 étages, elle proposera également 56 logements, des T2, T3 et un T7.
Hauteur 60 m
Début des travaux Juin 2021 - livraison 2023

### Siège social du groupe Casino
Le Groupe Casino regroupe ses 14 sites dispersés dans la ville, dans un bâtiment central proche de la gare. D’une surface globale de 36 000 m2 SHON, ce bâtiment en forme de goutte a été réalisé par le cabinet Architecture Studio et Cimaise Architectes. Ce bâtiment en verre a une hauteur de 40 mètres. Il est composé d’un parking souterrain de 950 places, de 4 000 m2 d’espaces verts et d'un restaurant d’entreprise servant jusqu’à 1500 couverts par jour.
L'ancien siège historique, situé lui rue de la Montat, quelques mètres au-dessus du siège actuel va être transformé en une résidence séniors de 8 801 m2 exploitée par Ovélia. Livraison pour la fin 2022.

### La cité Grüner (Luminis)

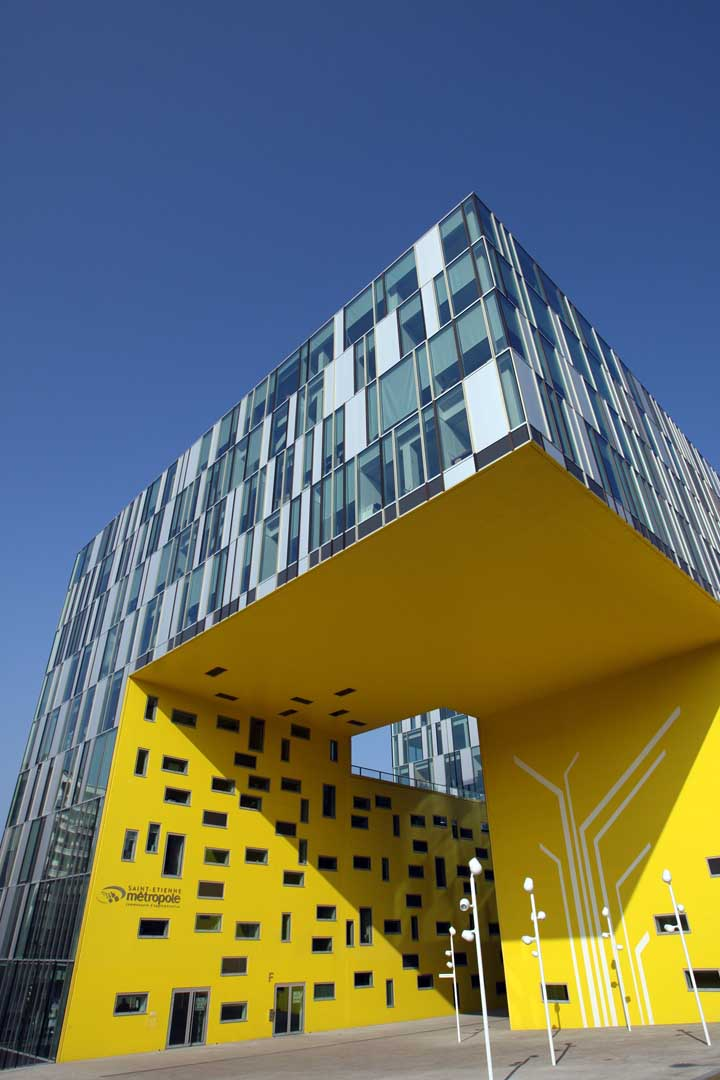
La Cité Grüner peu après sa construction.

Conçu par l’architecte Manuelle Gautrand, ce bâtiment de 27 000 m2 de bureaux, accueillant plus de 1 800 employés et livré en septembre 2010, a été réalisé sous forme de cubes en verre empilés les uns à côté des autres avec 3 grandes ouvertures débouchant sur des jardins intérieurs. Il regroupe les bureaux de la Direction départementale des Territoires de la Loire, de la direction départementale des services fiscaux, de Saint-Étienne Métropole, de l’Établissement public foncier de l’ouest Rhône-Alpes (EPORA), de la Société d’équipement du Département de la Loire (SEDL) et de la SNCF.
Il accueille entre autres un restaurant inter-entreprises de plus de 500 entreprises et un parking privé pouvant contenir 402 véhicules.

### L'Horizon
Situé à l’est de la gare le long de l’esplanade de France, la chantier a débuté en décembre 2009. Le bâtiment A a été livré en septembre 2011 et le bâtiment B fin 2013. Ce programme d'une surface de 16 000 m2 de SHON de 5 à 6 niveaux est conduit par le promoteur Art de Construire qui s'est associé à l’architecte Fumihiko Maki. Le premier bâtiment, l'Horizon A, livré fin 2011 et entièrement commercialisé, accueille notamment Le Progrès, BNP Paribas, EDF Services...

### Centre National du Chèque Emploi Service Universel (CNCESU)
À côté du jardin du Regard, le siège du Centre National de Chèque Emploi Service Universel et de l'URSSAF de la Loire accueille, depuis janvier 2013, plus de 220 emplois. Ce bâtiment est exemplaire sur le plan environnemental : le CNCESU représente l'un des premiers bâtiments en France doublement certifié NF Bâtiments Tertiaires démarche HQE et labellisé BBC Effinergie. Il est considéré comme un projet pionnier en termes d'engagements énergétiques puisqu'il est assorti d'un bail vert assurant un niveau de charges et de consommations maîtrisé par l'occupant.

### Cap City
Livré en 2012, Cap City est un programme de logements de trois immeubles qui s'organise au cœur d'un jardin central. Vues dégagées vers les collines boisées environnantes, grandes terrasses ouvrant sur le panorama alentour, nombreux équipements à proximité en cours de réalisation (crèche, restaurants, commerces, hôtels...), proximité du tramway et de la gare TGV, Cap City offre une qualité de vie idéale à ses habitants. Ce programme de standing satisfait aussi bien les primo-accédants que les investisseurs, à travers des logements bien conçus, confortables et économiques. Sa labellisation BBC fait de Cap City un exemple sur le plan environnemental.

### White Carbon
White Carbon est un programme mixte combinant activité commerciale, tertiaire, résidentielle sur 6 000 m2 de SHON : 2 000 m2 de bureaux, 1 500 m2 de commerces et 35 nouveaux logements. La première tranche est livrée depuis fin 2013, la deuxième sera livrée en 2015.
La première tranche réalisée par XXL Atelier pour Green Generation et Neolia est livrée depuis fin 2013.
Le projet a la volonté de venir offrir un contre-point modeste face à la "monumentalité" de la nouvelle cité des affaires lui faisant face (cité Grüner) 

### Ilôt Poste Weiss

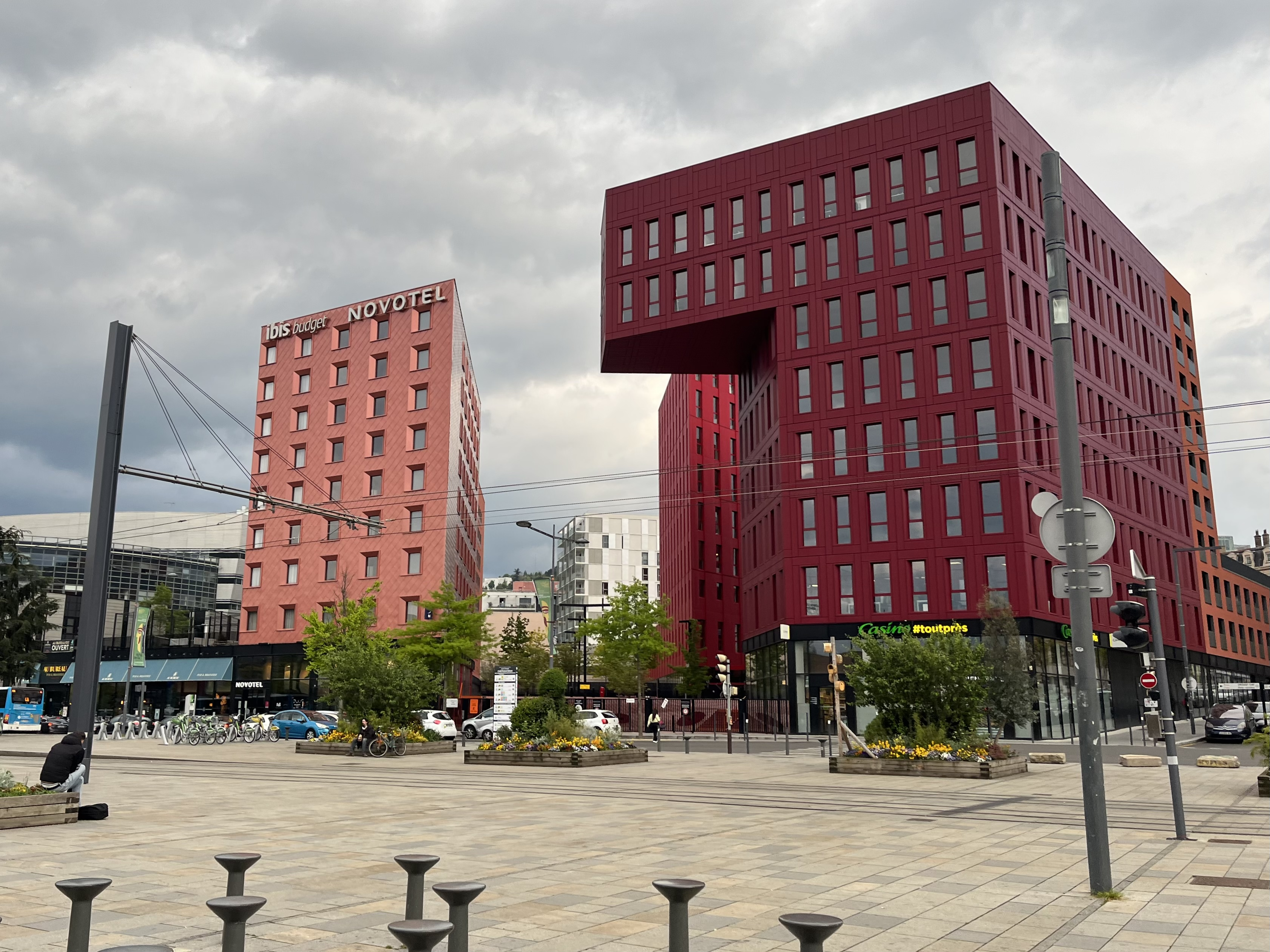
L’ilôt Poste-Weiss en 2022.

Situé directement face à la gare SNCF et entièrement livré à l'été 2020 avec la livraison du dernier îlot "One Station", il fut inauguré officiellement que le 16 septembre 2021 en raison de la Pandémie de Covid-19.
Il accueille plus de 14 500 m2 de bureaux, commerces, logements et hôtels sur une surface totale de 26 000 m2.
Il accueille notamment 2 hôtels du groupe Accor, un 4 étoiles et un deux étoiles pour un total d'environ 200 chambres. Il accueille également le siège de la CPAM de la Loire.
Il remplace la friche laissée par le départ en périphérie du chocolatier Weiss et de La Poste depuis 2005.

### Pop up
Le projet "POP UP", porté par GCC Immobilier, innove sur le plan environnemental en valorisant la filière bois locale et le design. Ce bâtiment de belle hauteur, ouvert et animé sur la ville, est en lien avec la future esplanade nord de la gare, au pied de l ligne de tramway T3 qui sera prolongée.
En plein cœur de l’écoquartier d'affaires en devenir, Châteaucreux Nord, le projet POP UP accueillera des bureaux, des espaces de co-working, un hôtel et des logements en collocation.
Livraison 2020/2021

### Auxilium
À proximité de la gare TGV Saint-Étienne Châteaucreux et du tramway, le programme tertiaire Auxilium (Îlot F) bénéficie d’une excellente visibilité. Le bâtiment s’intègre parfaitement dans son environnement grâce au travail architectural qui a prévu la création de volumes différenciés par une alternance de vide (espaces verts privatifs) et de pleins (bâtiments).

### Actemium
Situé au 70 rue de la Montat, dans la ZAC Châteaucreux, le bâtiment, inoccupé depuis 2014 après avoir abrité pendant de longues années l’ancien siège de Casino Restauration, va retrouver une nouvelle vie avec l'accueil de la société Actemium, filiale du groupe VINCI, actuellement présente sur trois sites à Saint-Étienne et qui a souhaité regrouper l’ensemble de ses activités. C'est Novelige qui est responsable du projet de réhabilitation et d'extension avec le concours de Cimaise architectes. Le projet intègre la réhabilitation du bâtiment de bureaux préexistant pour 2 650 m2 de surface de plancher et la construction d'une extension de 1 150 m2 pour répondre à l'ensemble des besoins de l'entreprise.

### Strong light
C'est la première opération majeure sur la partie nord de la ZAC Châteaucreux. Elle va permettre de renforcer la dimension résidentielle du quartier. Il s'agit de développer une offre innovante à Saint-Étienne qui allie le confort de la maison individuelle tout en bénéficiant de l'attractivité et de la proximité des services et équipements du centre-ville. Sur ce foncier, acquis et dépollué par l'Établissement public foncier de l'Ouest Rhône-Alpes (EPORA), l'EPA de Saint-Étienne souhaite lancer rapidement les premières opérations de logements.
- 2015-2016 : Démolition et dépollution
- 2017-2018 : Programmation en cours et lancement de la 1re consultation

### Le Ginkgo
Cet emplacement, c’est le 109, rue de la Montat, juste en face de l’école du même nom. Un terrain de plus d’un hectare, anciennement propriété de la SNCF et en friche depuis de nombreuses années, sur lequel le promoteur Somifa va lancer un programme d’immobilier professionnel mixte, baptisé Le Ginkgo.
Au total, Le Ginkgo proposera quelque 9 500 m² de surface : 4 600 m² de bureaux, 2 200 m² de locaux d’activité (ou ateliers) et 2 700 m² de showrooms (pour de la vente de matériel professionnel). Le tout sera proposé aussi bien à la vente qu’à la location, pour des surfaces divisibles à partir de 100 m² pour les bureaux et les showrooms, à partir de 150 m² pour les ateliers.

## Le pôle d'échanges multimodal
Le quartier est composé d'un pôle d’échange multimodal permettant l’emploi de tout type de moyen de transport.

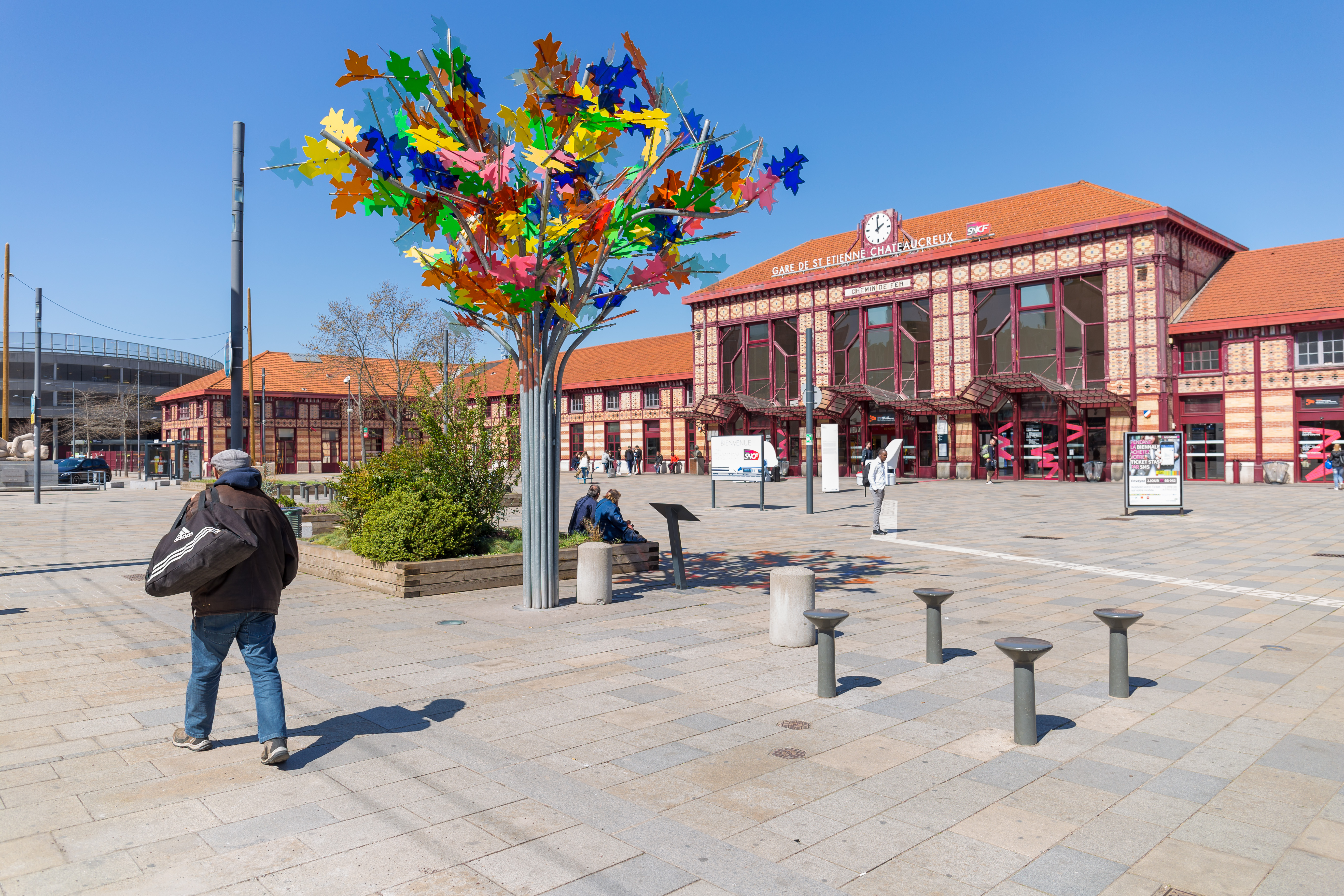
La gare et son parvis en 2019.

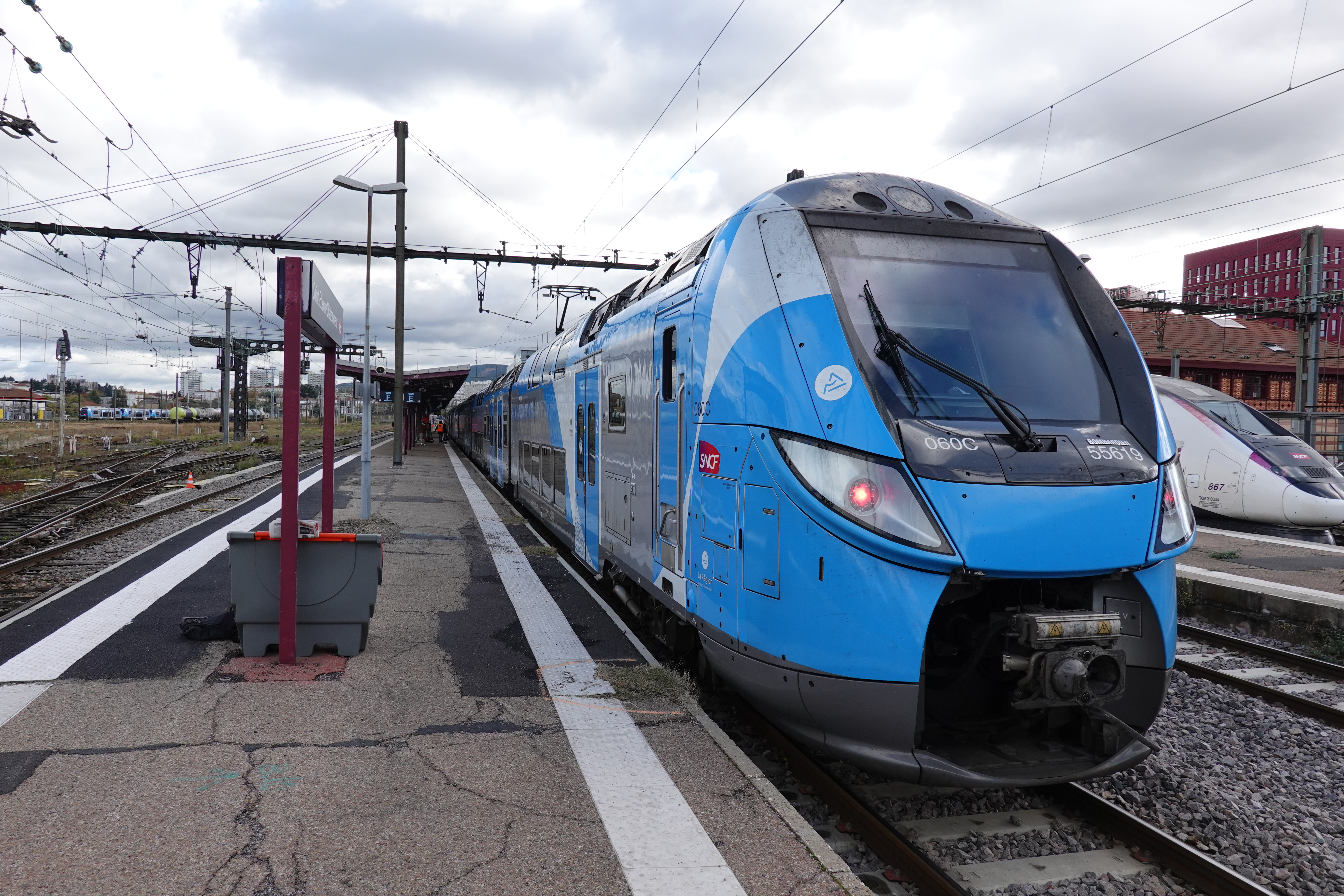
Un TER Regio 2N et un TGV en gare en 2021.

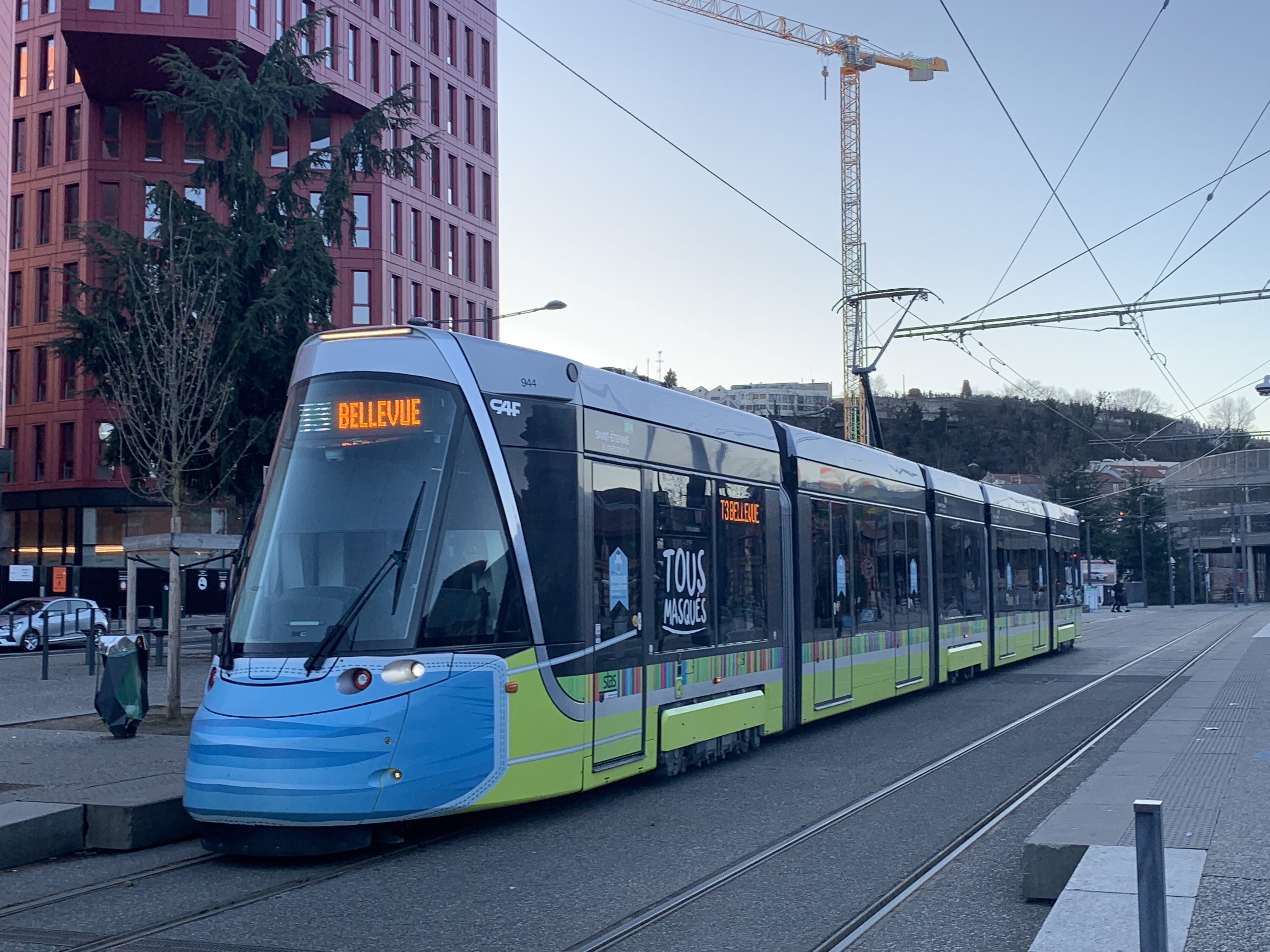
Un tramway de la STAS arrivant à la station Châteaucreux.

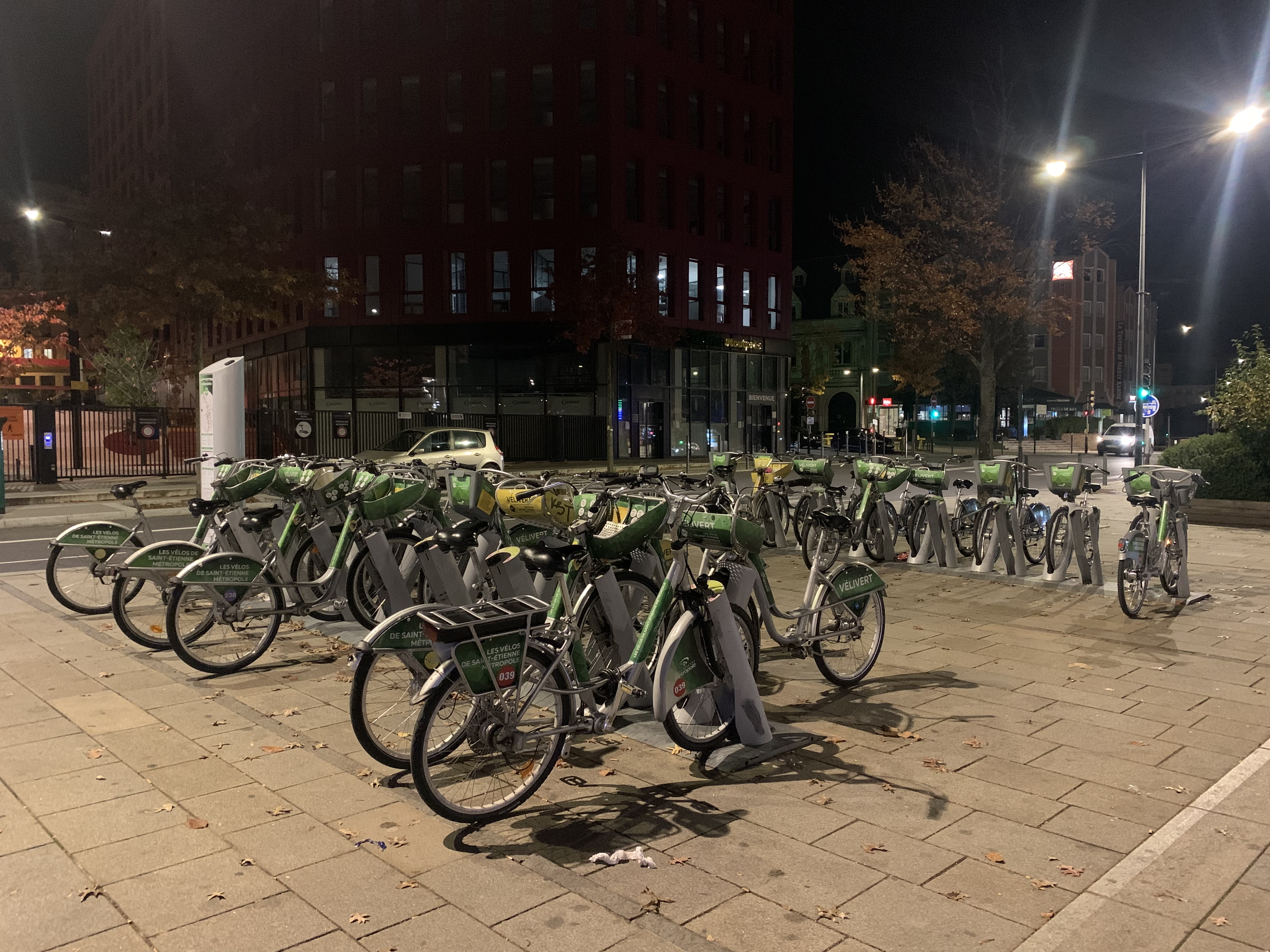
La station Vélivert de Châteaucreux.

### Transports ferroviaires
Noyau central du pôle d'échange, la Gare de Châteaucreux est la principale gare de voyageurs de Saint-Étienne. C'est une gare comprenant des grandes lignes TGV reliant Paris en moins de 3h, et des lignes régionales TER vers Lyon (45 minutes, ligne TER française la plus fréquentée), Roanne, Boën-sur-Lignon, Le-Puy-en-Velay.

### Transports interurbains
A la gare routière, principal pôle d'échanges de la métropole stéphanoise, on retrouve des lignes routières de TER pour Clermont-Ferrand/Thiers en service régulier ou pour Valence en service routier étudiant.
Elle accueille également des lignes régionales du réseau Cars Région Loire qui dessert les principales villes du département de la Loire. Réseau anciennement géré par le conseil départemental de la Loire puis géré à présent par le conseil régional Auvergne-Rhône-Alpes. Les lignes au départ de Châteaucreux étaient à l'origine au nombre de sept (lignes 103, 105, 106, 107, 111, 120 et M320), aujourd'hui il n'en reste plus que 3 :
- L11 : Saint-Étienne — Montbrison
- L13 : Saint-Étienne — Craponne-sur-Arzon
- P320 : Saint-Étienne — Panissières.

Les autres lignes ayant soit fusionné (ligne 103 qui a fusionné avec la ligne 38 de la STAS pour devenir la ligne C1 qui se prend à la Terrasse, ligne 107 fondue dans la 120, aujourd'hui L13), soit déplacées comme la 105 (aujourd'hui L15) déplacée au CHU Saint-Étienne ou la 106 déplacée à Bellevue.
Enfin, la gare routière est desservie par des cars régionaux desservant la Haute-Loire (réseau Cars Région Haute-Loire), grâce aux lignes H30 et H37 qui relient la gare et la métropole à des villes comme Le Puy-en-Velay, Yssingeaux pour la première ou encore Montfaucon-en-Velay, Dunières, Le Chambon-sur-Lignon ou Saint-Agrève pour la ligne H37.
Des cars BlaBlaCar Bus, FlixBus, Eurolines ainsi que d'autres lignes internationales desservent également la gare routière.

### Transports urbains
Le quartier est desservi par la STAS grâce à deux lignes de tramway, 9 lignes de bus de journée, une ligne de soirée et une ligne de nuit, réparties à plusieurs endroits du quartier : 
- Châteaucreux Gare (Cours Antoine Guichard)
  - T2 T3
  - M4 14 29 83
  - N1

- Châteaucreux Gare (Rue de la Montat)
  - M3 M5 12 15 16
  - S3

- Dalgabio (derrière le siège de Casino)
  - T2 T3

Toutes ces lignes appartiennent à la STAS, pour le compte de Saint-Etienne Métropole.

### Les parkings

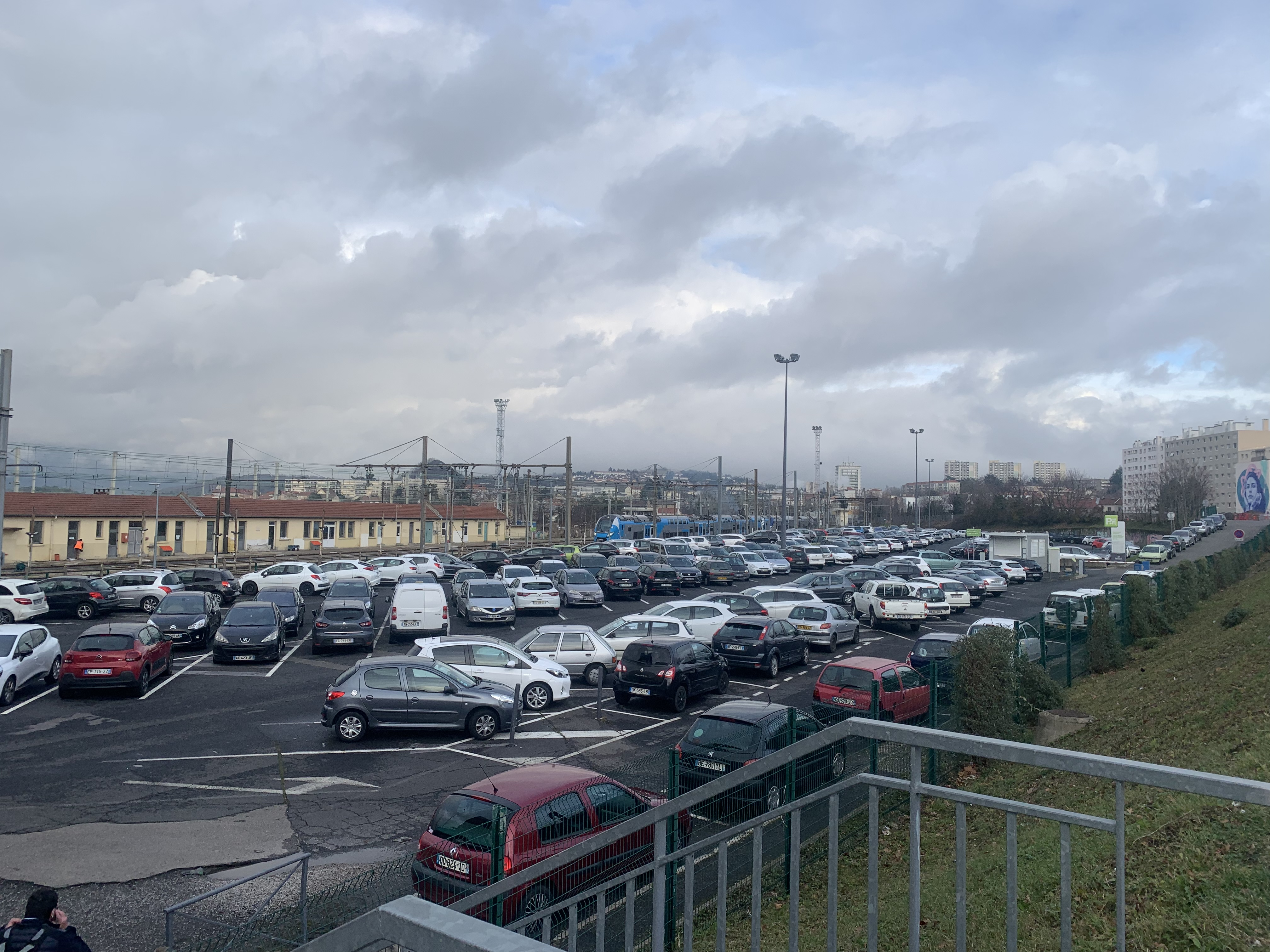
Le parking-relais.

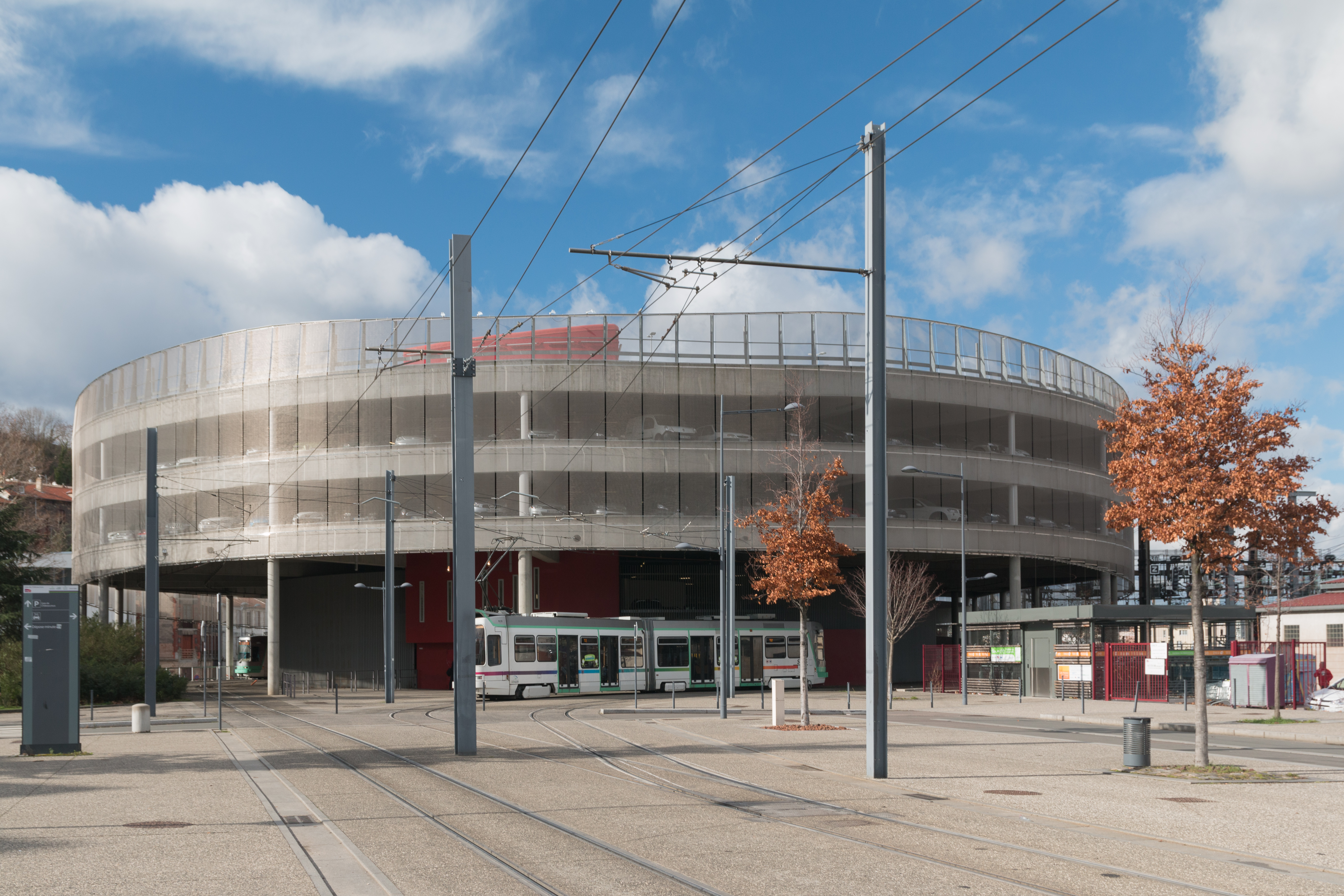
Vue sur le parcotrain en 2014.

Le parcotrain : il s'agit d'un parking aérien conçu par l’architecte Patrick Chavannes qui a une forme de coquillage et permet le stationnement de 600 véhicules sur 5 niveaux. Les façades sont recouvertes d’une fine résille d’acier qui procure un effet visuel de clarté à l’intérieur de l’ouvrage. La base du parking est composée d’une boucle de retournement pour la ligne T2 du tramway.
Parking relais P+R : situé rue Jacques Constant-Milleret au bout de la gare routière, il permet le stationnement de 251 véhicules (dont 3 places handicapées). L'accès y est gratuit avec un titre STAS.

### Système de vélos en libre-service
Un service de vélos en libre-service, Vélivert.

### Autres moyens de déplacements
Il est possible d’utiliser des voitures en autopartage via Citiz.